# Montcony
Montcony [mɔ̃kɔˈni] ist eine französische Gemeinde im Département Saône-et-Loire in der Region Bourgogne-Franche-Comté. Sie gehört zum Arrondissement Louhans und zum Kanton Louhans. Der Ort hat 251 Einwohner (Stand 1. Januar 2022). Die Einwohner werden Conymontains, resp. Conymontaines genannt.

## Geografie

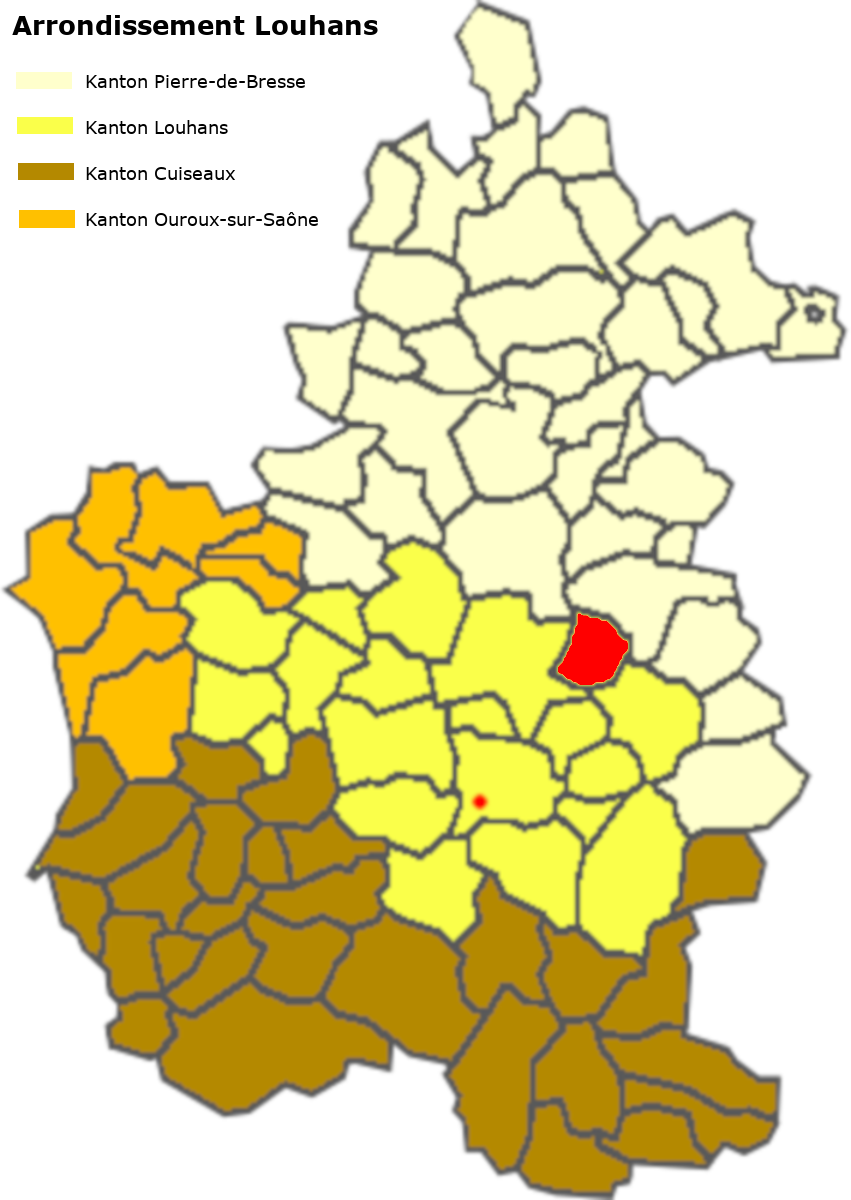
Montcony Lage im Arr Louhans nach 2017

Montcony liegt in der Landschaft Bresse, zwischen Saint-Usuge, Frangy-en-Bresse und Le Fay. Die Westgrenze bildet der Fluss Seille, die Nordgrenze La Boissine. In der Gemeinde befinden sich drei Étangs, das östliche und südliche Gemeindegebiet sind bewaldet. Die Departementsstraße D23 (Frangy-en-Bresse – Louhans) durchzieht das Gemeindegebiet in nord-südlicher Richtung. Zur Gemeinde gehören folgende Weiler und Fluren: Bois-Château, le Bois-Plain, les Chevaux, les Grandjeans, le Hameau, le Haut-des-Champs, le Meneuvre, Moulin-de-la-Boissine, Moulin-de-la-Cour, les Pageault, Petit-Barand, les Richards, la Rippe, Romain, le Vaney, le Venolot, les Vernes, les Vernets-Coulon, la Vesvre, la Ville-Buguet, la Ville-ès-Merles.

### Klima
Das Klima in Montcony ist warm und gemäßigt. Es gibt das ganze Jahr über deutliche Niederschläge, selbst der trockenste Monat weist noch hohe Niederschlagsmengen auf. Die Klassifikation des Klimas nach Köppen und Geiger ist Cfb ((Gemäßigtes) Ozeanklima). Die Temperatur liegt im Jahresdurchschnitt bei 12,1 °C. Der wärmste Monat ist der Juli mit einer Durchschnittstemperatur von 21,2 °C, der kälteste der Januar mit 3,4 °C. Über ein Jahr verteilt summieren sich die Niederschläge auf 1081 mm, dabei ist der November mit 117 mm der niederschlagsreichste, während Juli als trockenster Monat 72 mm aufweist. Über das ganze Jahr werden etwa 2764 Sonnenstunden gezählt.
|                        | Jan | Feb | Mär  | Apr  | Mai  | Jun  | Jul  | Aug  | Sep  | Okt  | Nov  | Dez |   |      |
| Mittl. Temperatur (°C) | 3,4 | 4,0 | 7,6  | 11,3 | 15,1 | 19,3 | 21,2 | 20,8 | 17,1 | 13,0 | 7,5  | 4,2 | ⌀ | 12,1 |
| Mittl. Tagesmax. (°C)  | 6,3 | 7,7 | 12,1 | 15,9 | 19,5 | 23,9 | 25,9 | 25,6 | 21,5 | 17,0 | 10,6 | 7,0 | ⌀ | 16,1 |
| Mittl. Tagesmin. (°C)  | 0,7 | 0,7 | 3,3  | 6,5  | 10,4 | 14,3 | 16,3 | 16,0 | 12,8 | 9,3  | 4,5  | 1,6 | ⌀ | 8,1  |
|                        |     |     |      |      |      |      |      |      |      |      |      |     |   |      |
| Niederschlag (mm)      | 98  | 83  | 80   | 90   | 93   | 77   | 72   | 73   | 87   | 104  | 117  | 107 | Σ | 1081 |

| 0,7 |

| 0,7 |

| 3,3 |

| 6,5 |

| 10,4 |

| 14,3 |

| 16,3 |

| 16,0 |

| 12,8 |

| 9,3 |

| 4,5 |

| 1,6 |

| 0,7 |

| 0,7 |

| 3,3 |

| 6,5 |

| 10,4 |

| 14,3 |

| 16,3 |

| 16,0 |

| 12,8 |

| 9,3 |

| 4,5 |

| 1,6 |

## Toponymie
Der Ort taucht erstmals 1272 im Zusammenhang mit Renaudus de Monconi, alias Montconys auf. Courtépée führt den Ortsnamen auf Mons Siconis zurück, also auf den Berg des Sico, während Ernest Nègre die Bezeichnung auf die Langue d’Oïl zurückführt, wonach es aus mont und connil entstanden sei und demzufolge Hasenberg bedeute.

## Geschichte
Bis 1685 war Montcony lediglich ein Weiler von Saint-Usuge, war aber Sitz eines angesehenen Adelsgeschlechts, den Herren von Montcony. Diesen gehörte das heutige Gemeindegebiet, dazu aber weitere Ländereien in der Region.
Am 23. Oktober 1942 um 22:15 Uhr stürzte eine Handley Page Halifax in der Nähe des Schlossparks ab. Die acht Besatzungsmitglieder der alliierten Streitkräfte wurden dabei getötet und sind auf dem Friedhof von Montcony beerdigt.

### Geschichte der Schlossherren von Montcony

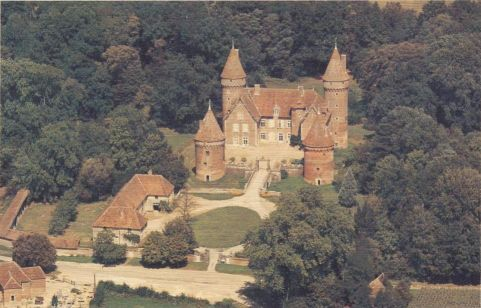
Schloss Montcony

In Montcony besteht ein Schloss, dessen Ursprünge auf das 13. Jahrhundert zurückgehen. Die Wände sind verhältnismäßig dünn, das Wohngebäude ist flankiert von zwei Türmen, seitlich sind rechtwinklig je ein Seitenflügel angebaut, die wiederum von je einem Turm abgeschlossen sind. Das Schloss gab seinen Namen einer alten Familie de Montcony. Diese ist bereits im 13. Jahrhundert aktenkundig und auf diese Zeit gehen auch die ersten Bauspuren zurück. 1280 stiftete Renaud de Montcony eine Kapelle, die dem Saint-Eusèbe geweiht war.
Aus der Familie de Montcony stammten etliche wichtige Persönlichkeiten am Hof der Herzöge von Burgund sowie der Könige von Frankreich: ein Bailli des Herzogs von Burgund, Stallmeister und Kammerherren der burgundischen Herzöge, ein Kastellan der Kastellanei von Sagy, ein Gouverneur von Chalon-sur-Saône, nebst etlichen Klerikern und Äbtissinnen der Klöster in Baume-les-Messieurs und Lons-le-Saunier. 1434 empfängt Guillaume de Montcony auf seinem Schloss die Herzogin Isabel von Portugal. Ein Abkömmling der Familie war Balthasar de Monconys (1608–1665), der für seine Reiseberichte bekannt wurde. Das Wappen der Familie wurde blasoniert als: de gueules à la fasce d'argent abaissée sur une fasce ondée d'or (Auf Blau über einem silbernen Band ein goldenes Wellenband). Zur Herrschaft der Montcony gehörte, nebst Montcony selber, ein Teil von Saint-Usuge, sowie Teile von Simard und Montagny-près-Louhans. Im 17. Jahrhundert starb diese Adelsfamilie aus.
Nach dem Tode des letzten de Montcony ging die Herrschaft durch Verkauf an Antoine Arviset über. Diese Familie stammte ursprünglich aus Dijon, wurde im 16. Jahrhundert geadelt und ihr Wappen wurde blasoniert: D'azur au chevron d'or, accompagné en chef de deux larmes d'argent, et en pointe d'une étoile d'or (Auf Blau ein goldener Sparren, im Schildhaupt zwei silberne Tränen, im Schildfuß ein goldener Stern). Für Antoine Arviset wurde 1672 das Lehen Arviset in Sagy geschaffen. Er war Stallmeister und Berater des Königs, Schatzmeister des Burgunds und der Bresse. Er war verheiratet mit Renée-Ursule Jehannin, die ihrerseits einen Obstgarten in Servignat besaß. Antoine Arviset wurde Herr und Baron von Montcony, bis die Herrschaft durch einen weiteren Verkauf 1712 an Claude de la Rodde überging. Das Lehen war demzufolge lediglich etwa 40 Jahre im Besitz der Arviset.
Claude de la Rodde, Herr von Charnay (heute ein Weiler in Frangy-en-Bresse) war Offizier in der Armee des Königs von Frankreich und kommandierte das Régiment de Fontanges. Bereits sein Vater war Herr von Charnay und Condé (im Grenzgebiet der heutigen Gemeinden Saint-Germain-du-Bois und Sens-sur-Seille). Die Familie stammte ursprünglich aus der Auvergne, wo bereits im 13. Jahrhundert ein Bertrand ein Schloss in Gévaudan besaß. Ihr Wappen wird blasoniert: d'azur à une roue d'or au chef d'argent, chargé de trois chevrons de gueules, posées en fasce (Auf Blau ein goldenes Rad, im Schildhaupt ein silbernes Band mit drei roten Sparren), die Devise lautete: audaces fortuna juvat (dem Mutigen hilft das Glück – oder: dem Mutigen gehört die Welt).
Graf Claude de la Rodde starb 1734. Sein ältester Sohn, Ritter Charles-Louis de la Rodde, Baron von Montcony, Bellefond und Villargeault heiratete 1737 Nicole-Étiennette de Ganay, sie starb am 6. Juli 1773 im Schloss Montcony. Sie hatten fünf Kinder, vier Töchter, die Kanonikerinnen wurden und ein Sohn, Marie-Étienne-Charles-Louis Comte de la Rodde, geboren am 25. März 1745. Er heiratete 1774 Marie-Charlotte-Rose de la Garde de Chambonas. Sie hatten eine Tochter Marie-Charlotte-Françoise, die am 12. Dezember 1775 auf Schloss Montcony zur Welt kam und einen Sohn, Marie Hector de La Rodde, der von 1812 bis 1815 Maire von Montcony war, 1857 starb und in der Chapelle de Bellefond in Saint-Martin-en-Bresse.beigesetzt ist. Marie-Étienne-Charles-Louis Comte de la Rodde emigrierte beim Ausbruch der Revolution, sein greiser Vater, Charles-Louis de la Rodde, wurde deshalb einige Zeit eingekerkert und starb am 26. Fructidor des Jahres II (12. September 1794).
Einige Generationen später heiratete eine Tochter der Familie, Marie-Françoise de la Rodde de Montcony einen Joseph-Gabriel-Désiré Mareschal de Longeville. Er war ein Amtsadeliger und der letzte Graf de la Rodde, da dieser Familienzweig damit ausstarb. Land und Schloss Montcony gingen über an die Familie de Longeville, die jedoch den Namen der Mutter weiterführte und sich fortan Mareschal de Longeville de la Rodde nannten.
Die Familie führt ihren Ursprung zurück auf Catherin Mareschal aus Lons-le-Saunier, der 1525 durch Karl V. geadelt wurde. Catherin Mareschal erwarb Land in Longeville und nannte sich deshalb: Mareschal de Longeville, mit dem Wappen: d'azur au chevron d'or, accompagné en chef de deux coquilles de même et en pointe d'un croissant montant d'argent (Auf Blau einen goldenen Sparren, im Schildhaupt zwei goldene Muscheln und im Schildfuß einen silbernen, zunehmenden Mond). Durch Heirat kamen die beiden Familien Mareschal de Longeville und de la Rodde zusammen und es wurde ein Allianzwappen geschaffen, indem in einem gevierten Wappen beide Familienwappen auftreten, in Feld 1 und 4 dasjenige des Ehemannes, Mareschal de Longeville, in Feld 2 und 3 dasjenige der Ehefrau, de la Rodde. Die noch lebenden Nachkommen sind noch heute zum Tragen dieses Wappen berechtigt.
Joseph-Gabriel-Désiré Mareschal de Longeville starb 1821, seine Gemahlin Marie-Françoise de la Rodde de Montcony schon 1805. Sie wurden in einer Kapelle der Kirche von Lavigny beigesetzt. Ein Nachkomme, Comte Paul Mareschal de Longeville de la Rodde wurde Maire von Montcony (Amtszeit: 1865 – 1896). Im Juli 1871 kandidierte er für die Nationalversammlung, unterlag jedsoch seinen Mitbewerbern. 1873 wurde er Mitglied des Conseil Général des Canton de Beaurepaire-en-Bresse, 1874 wurde seine Wahl jedoch annulliert. Einer seiner Söhne, Olivier (* 25. April 1865 in Besançon, † 1943), folgte ihm 1896 im Amt des Maire von Montcony bis 1902. Als Folge eines Gesetzes, das kirchlichen Institutionen ein Lehrverbot erteilte, wurde Olivier Mareschal de Longeville de la Rodde jedoch abgewählt. Er hatte drei Kinder, ein Sohn, Georges Marie Bernard Mareschal de Longeville de la Rodde (* 1. Mai 1905 in Moulins, † 6. Dezember 1994, bestattet in Contigny) wird gemeinsam mit seinen Schwestern Anne-Marie und Nicole Besitzer des Schlosses. Auf sein Gesuch hin wird das Schloss 1993 unter Denkmalschutz gestellt.
In den Jahren 2002 bis 2005 lassen die beiden Schwestern, Anne-Marie und Nicole, mit staatlicher Unterstützung umfangreiche Sanierungsarbeiten ausführen. Dachstuhl und Ziegel des Nordost-Turms (41 Meter hoch) werden saniert, zusammen mit dem Ostflügel des Hauptgebäudes. 2006 verleiht der Conseil régional de Bourgogne für diese Arbeiten den ersten Preis.
Inzwischen planen die heutigen Eigentümer, Stanislas, Guillaume, Augustin und Violaine, die Enkel von Bernard zusammen mit ihrer Mutter, weitere umfassende Unterhaltsarbeiten am Schloss. Ab 2021 sollen insbesondere die beiden Fronttürme restauriert werden. Das Schloss ist also weiterhin in Privatbesitz und kann nicht besucht werden. Hingegen sollen nach Abschluss der Sanierungsarbeiten Teile des Gebäudes der Öffentlichkeit zugänglich sein.

Wappen der Familie de Montcony
Wappen der Familie Arviset
Wappen der Familie de La Rodde
Wappen der Familie Mareschal de Longeville
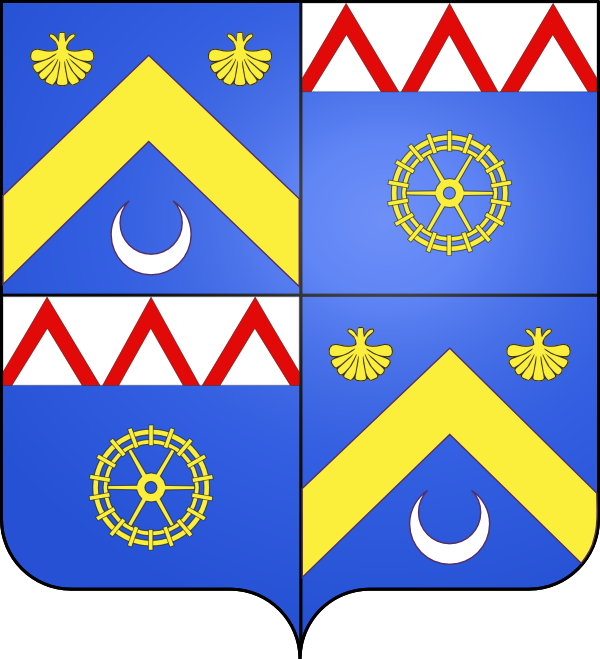
Allianzwappen der Familie Mareschal de Longeville de la Rodde

## Bevölkerung
| Montcony: Einwohnerzahlen von 1793 bis 2020 | Montcony: Einwohnerzahlen von 1793 bis 2020 | Montcony: Einwohnerzahlen von 1793 bis 2020 | Montcony: Einwohnerzahlen von 1793 bis 2020 | Montcony: Einwohnerzahlen von 1793 bis 2020 |
| --- | ------------------------------------------- | ------------------------------------------- | ------------------------------------------- | ------------------------------------------- |
| Jahr |                                             |                                             |                                             | Einwohner                                   |
| 1793 | 1793                                        |                                             | 720                                         | 720                                         |
| 1800 | 1800                                        |                                             | 658                                         | 658                                         |
| 1806 | 1806                                        |                                             | 725                                         | 725                                         |
| 1821 | 1821                                        |                                             | 628                                         | 628                                         |
| 1831 | 1831                                        |                                             | 683                                         | 683                                         |
| 1836 | 1836                                        |                                             | 730                                         | 730                                         |
| 1841 | 1841                                        |                                             | 766                                         | 766                                         |
| 1846 | 1846                                        |                                             | 756                                         | 756                                         |
| 1851 | 1851                                        |                                             | 749                                         | 749                                         |
| 1856 | 1856                                        |                                             | 714                                         | 714                                         |
| 1861 | 1861                                        |                                             | 679                                         | 679                                         |
| 1866 | 1866                                        |                                             | 679                                         | 679                                         |
| 1872 | 1872                                        |                                             | 708                                         | 708                                         |
| 1876 | 1876                                        |                                             | 722                                         | 722                                         |
| 1881 | 1881                                        |                                             | 686                                         | 686                                         |
| 1886 | 1886                                        |                                             | 670                                         | 670                                         |
| 1891 | 1891                                        |                                             | 640                                         | 640                                         |
| 1896 | 1896                                        |                                             | 623                                         | 623                                         |
| 1901 | 1901                                        |                                             | 611                                         | 611                                         |
| 1906 | 1906                                        |                                             | 644                                         | 644                                         |
| 1911 | 1911                                        |                                             | 648                                         | 648                                         |
| 1921 | 1921                                        |                                             | 573                                         | 573                                         |
| 1926 | 1926                                        |                                             | 551                                         | 551                                         |
| 1931 | 1931                                        |                                             | 562                                         | 562                                         |
| 1936 | 1936                                        |                                             | 539                                         | 539                                         |
| 1946 | 1946                                        |                                             | 505                                         | 505                                         |
| 1954 | 1954                                        |                                             | 459                                         | 459                                         |
| 1962 | 1962                                        |                                             | 399                                         | 399                                         |
| 1968 | 1968                                        |                                             | 380                                         | 380                                         |
| 1975 | 1975                                        |                                             | 327                                         | 327                                         |
| 1982 | 1982                                        |                                             | 289                                         | 289                                         |
| 1990 | 1990                                        |                                             | 264                                         | 264                                         |
| 1999 | 1999                                        |                                             | 225                                         | 225                                         |
| 2009 | 2009                                        |                                             | 282                                         | 282                                         |
| 2014 | 2014                                        |                                             | 295                                         | 295                                         |
| 2020 | 2020                                        |                                             | 250                                         | 250                                         |
| Quelle(n): EHESS/Cassini bis 2006, ab 2009 INSEE Anmerkung(en): • Ab 1962 offizielle Zahlen ohne Einwohner mit Zweitwohnsitz • Höchste Einwohnerzahl 1841 mit 766, tiefste Einwohnerzahl 1999 mit 225 (29,4& % vom Maximum) |                                             |                                             |                                             |                                             |

| Bevölkerungsstruktur | Anzahl Einwohner | männlich | weiblich | davon Ausländer | Anteil % |
| -------------------- | ---------------- | -------- | -------- | --------------- | -------- |
|                      | 251              | 132      | 119      | 11              | 4,4      |

| Männer | Alterstufe | Frauen |
| ------ | ---------- | ------ |
| 1      | 90 + älter | 3      |
| 17     | 75–89      | 12     |
| 28     | 60–74      | 34     |
| 34     | 45–59      | 29     |
| 16     | 30–44      | 13     |
| 23     | 15–29      | 17     |
| 13     | 0–14       | 9      |

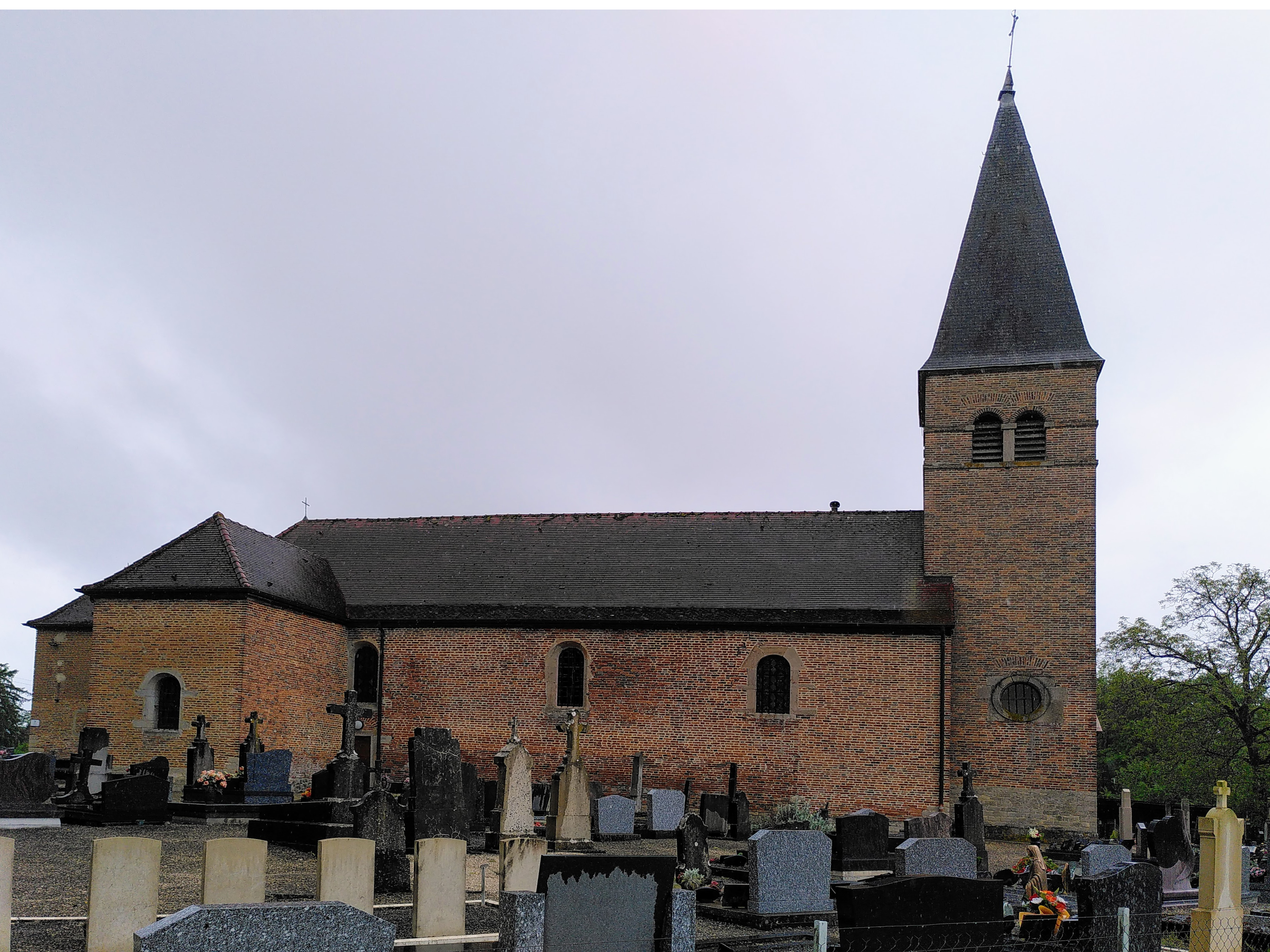
Kirche Saint-Bernard in Montcony

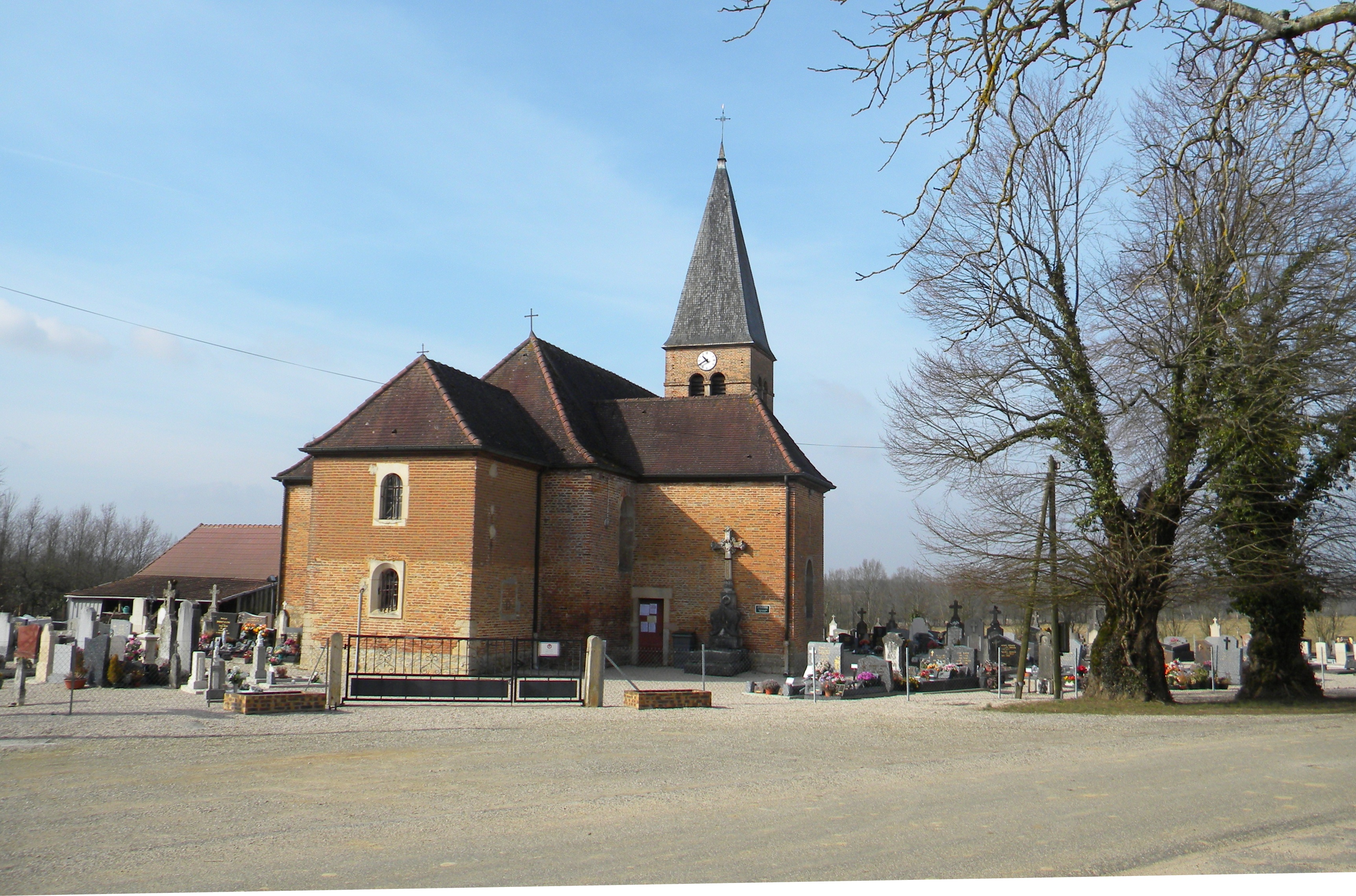
Kirche Saint-Bernard in Montcony

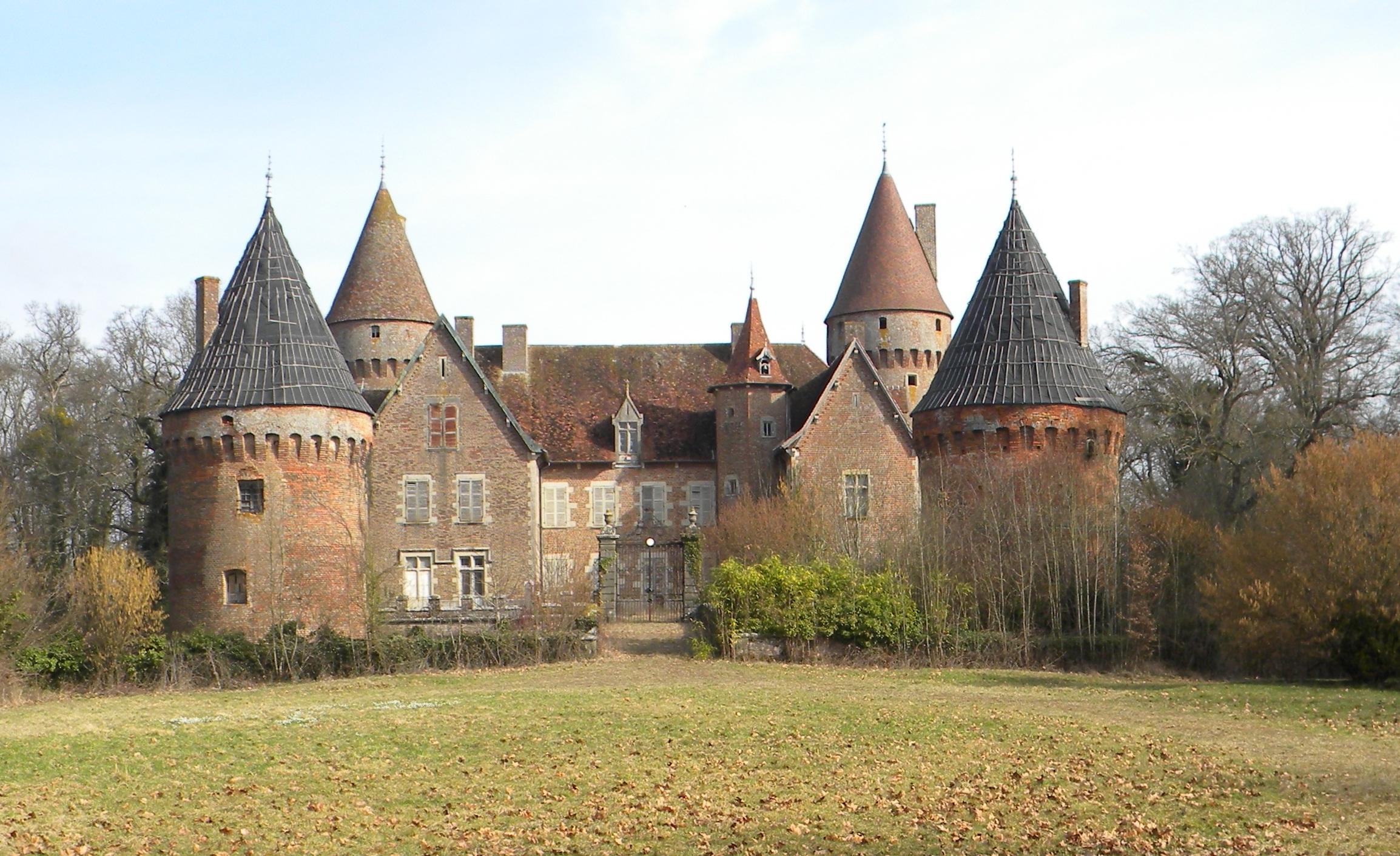
Schloss Montcony

Die Bevölkerungsstruktur zwischen Männern und Frauen weist einen Überhang zugunsten der Männer auf, die 52,6 % der Bevölkerung ausmachen, wobei 36 % der Bevölkerung jünger als 45 Jahre sind. Demgegenüber sind 38 % der Einwohner älter als 60 Jahre und damit im Rentenalter.
| Wohnstruktur               | Anzahl Wohneinheiten | davon Häuser | Wohnungen | sonstige |
| -------------------------- | -------------------- | ------------ | --------- | -------- |
|                            | 178                  | 176          | 1         | 1        |
| davon Hauptwohnsitz        | 124                  |              |           |          |
| Zweit- oder Ferienwohnsitz | 35                   |              |           |          |
| vakant                     | 20                   |              |           |          |

## Wirtschaft und Infrastruktur

### Unternehmen, Betriebe, Ladengeschäfte und Einrichtungen
In der Gemeinde befinden sich nebst der Mairie und Kirche folgende Unternehmen nach Branchen:
| Branche                                                           | Anzahl Betriebe |
| ----------------------------------------------------------------- | --------------- |
| Industrie und verarbeitendes Gewerbe                              | 1               |
| Baugewerbe                                                        | 31              |
| Groß- und Einzelhandel, Verkehr, Beherbergung und Gastronomie     | 3               |
| Information und Kommunikation                                     | 1               |
| Finanz- und Versicherungsdienstleistungen                         |                 |
| Grundstücks- und Wohnungswesen                                    |                 |
| Freiberufliche, wissenschaftliche und technische Dienstleistungen | 1               |
| Öffentliche Verwaltung, Unterricht, Gesundheits- und Sozialwesen  |                 |
| Sonstige Dienstleistungen                                         | 3               |
| Land- und Forstwirtschaftsbetriebe                                | 9               |

In der Gemeinde befinden sich ein Coiffeur- und ein Schönheitssalon, eine Autogarage, ein Bauhandwerksbetrieb, eine Schreinerei/Zimmerei und ein Installateurbetrieb. Im Ort befindet sich ein Pétanqueplatz und eine Turn- und Sporthalle sowie ein Restaurant. Mit den Gütern des täglichen Bedarfs versorgen sich die Einwohner in Saillenard und in Saint-Germain-du-Bois.

### Geschützte Produkte in der Gemeinde
Als AOC-Produkte sind in Montcony Volaille de Bresse und Dinde de Bresse, ferner Crème et beurre de Bresse.

### Bildungseinrichtungen
In der Gemeinde besteht eine École primaire (École maternelle und École élémentaire), die der Académie de Dijon untersteht und von 14 Schülern besucht wird. Für die Schule gilt der Ferienplan der Zone A.

## Kultur und Sehenswürdigkeiten
- Schloss Montcony, 13. Jahrhundert, in Privatbesitz[34]